# Разбор (Шентюр)
Разбор (словен. Razbor) — поселення в общині Шентюр, Савинський регіон, Словенія. 
Висота над рівнем моря: 326,8 м.